# Medal Bene Merenti Civitas Radomiensis
Medal Bene Merenti Civitas Radomiensis (łac. Dobrze zasłużonemu – Społeczeństwo Radomia) – najwyższe odznaczenie samorządowe Radomia, przyznawane od 2002 przez Prezydenta Miasta Radomia na wniosek „w celu wyróżnienia osób oraz instytucji, które poprzez swoją działalność przyczyniły się do budowy pozytywnego wizerunku Miasta Radomia”.
Aktualne zasady przyznawania odznaczenia zostały określone w zarządzeniu Prezydenta Miasta Radomia nr 917/2011 z 8 czerwca 2011 w sprawie zasad przyznawania Medalu Bene Merenti Civitas Radomiensis.

## Odznaczeni
- 2003: dr n. med. Danuta Anańko[2], Robert Grudzień
- 2004: Jacek Kuroń (†[3])[4]
- 2005: Stefan Orłowski[5]
- 2006: Mieczysława Pierzchalska-Hebdzyńska[2], prof. Andrzej Pinno (†, na wniosek Tadeusza Derlatki), Miejski Ośrodek Kultury Amfiteatr w Radomiu
- 2007: prof. Leszek Kołakowski
- 2008: Automobilklub Radomski, Krystyna Malczewska
- 2009: Kazimierz Winkler
- 2010: o. Hubert Czuma (na wniosek NSZZ „Solidarność” Ziemia Radomska), ks. Stanisław Kula, Chaim Kincler, gen. bryg. Kazimierz Załęski ps. Bończa (†), RKS Radomiak Radom
- 2011: Krystyna Dzierżanowska
- 2012: mjr Kazimierz Krawczyk (na wniosek Stowarzyszenia WiN - Zrzeszenia Oficerów i Żołnierzy Oddziałów Partyzanckich RP)
- 2014: Jerzy Połomski
- 2015: Tadeusz Przyłuski
- 2017: Wojciech Ługowski, Iwona Pieniążek, Jarosław Rabenda[6]
- 2018: Kazimierz Błażewicz (na wniosek Komendy Hufca ZHP Radom), Róża Domańska, Rita Gombrowicz, Wojciech Kępczyński, Krzysztof Mańczyński, bp Henryk Tomasik, Zespół Akrobacyjny „Orlik” z 42 Bazy Lotnictwa Szkolnego
- 2019: arch. Tadeusz Derlatka (†)
- 2021: Karol Semik[7], Mieczysław Szewczuk
- 2022: Stanisław Bawor[8][9], Lucyna Wiśniewska (†)[10]
- 2024: Ewa Gęga-Osowska[11]